# Astrangia equatorialis
Espèce
Statut CITES
 Astrangia equatorialis  est une espèce de coraux appartenant à la famille des Rhizangiidae.